# San Bellino
San Bellino ist eine nordostitalienische Gemeinde (comune) mit 1054 Einwohnern (Stand 31. Dezember 2023) in der Provinz Rovigo in Venetien. Die Gemeinde liegt etwa 14 Kilometer westsüdwestlich von Rovigo in der Polesine.
Sie ist wie auch die zentrale Basilika San Bellino nach dem früheren Bischof von Padua, Bellinus von Padua, benannt.

## Verkehr
Durch die Gemeinde führt die Strada Statale 434 Transpolesana von Verona nach Rovigo.